# Emma Kenney
Emma Rose Kenney (* 14. September 1999 in New York City, New York) ist eine US-amerikanische Schauspielerin. Sie wurde bekannt für ihre Rollen in Epic – Verborgenes Königreich, Shameless und Bittersweet.

## Leben
Emma Kenney ist die Tochter eines Sportjournalisten. Sie begann ihre schauspielerische Ausbildung im Alter von 5 Jahren mit Improvisations-Unterricht. Mit 8 Jahren unterschrieb sie einen Vertrag bei einer Managerin, begann in nationalen Werbespots aufzutreten und bekam Voice-over-Aufträge. Ihr Kurzfilm The New Girl in Town lief 2009 auf dem New Jersey International Film Festival.
Ab 2011 spielte sie in der Fernsehserie Shameless die Rolle der Debbie Gallagher, das vierte von sechs Kindern des Alkoholikers Frank Gallagher. Während der Dreharbeiten erhielt sie Privatunterricht am Set, in der übrigen Zeit besuchte sie eine öffentliche Schule in New Jersey.

## Filmografie

### Serien
- 2011: Boardwalk Empire (Folge 2x07)
- 2011–2021: Shameless (134 Folgen)
- 2018: Roseanne (8 Folgen)
- 2018–2025: Die Conners (The Conners)

### Filme
- 2008: Lyre Liar (Kurzfilm)
- 2008: Bittersweet
- 2009: A (Not So) Civil Union (Kurzfilm)
- 2009: Green Apples (Fernsehfilm)
- 2009: Day Camp
- 2009: Three Little Puppets (Kurzfilm)
- 2013: Epic – Verborgenes Königreich (Epic, Stimme)
- 2017: My Love Affair with Marriage (Stimme)
- 2019: Robert the Bruce – König von Schottland (Robert the Bruce)
- 2020: Back to Lyla
- 2022: Mord in Yellowstone City (Murder at Yellowstone City)